# 김방신
김방신(金芳新, 1959년 8월 2일 ~ )은 대한민국의 제주특별자치도 출신 기업인이다. 24년간 자동차 업계(현대자동차그룹)에 종사했으며, 그 후 한국후지쯔 대표이사 사장을 역임하고, 효성 기전PU 사장, 두산 모트롤 CEO, 대림자동차공업 대표이사 사장을 역임하고, 현재는 타타대우상용차 대표이사 사장을 역임하고 있다.

## 학력
- 1978년 오현고등학교 졸업
- 1985년 연세대학교 법학과 졸업
- 1996년 서강대학교 경영대학원 수료

## 약력
- 1999년 현대자동차 홍보팀장
- 2001년 현대자동차 동유럽 본부(바르샤바)
- 2003년 현대자동차 마케팅전략실 마케팅전략팀장
- 2004년 현대자동차 전략조정실 전략조정팀장
- 2005년 기아자동차 경영전략실장
- 2006년 현대자동차 연구개발본부 지원사업부장
- 2007년 현대자동차 북경현대기차유한공사 부총경리
- 2009년 한국후지쯔 대표이사 사장
- 2010년 효성 중공업부문 기전PU 사장
- 2012년 두산 모트롤BG CEO
- 2015년 대림자동차공업 대표이사 사장
- 2019년 타타대우상용차 대표이사 사장